# Szczuroskoczek flagoogonowy
Szczuroskoczek flagoogonowy (Dipodomys spectabilis) – gatunek ssaka z podrodziny szczuroskoczków (Dipodomyinae) w obrębie rodziny karłomyszowatych (Heteromyidae).

## Zasięg występowania
Szczuroskoczek flagoogonowy występuje w Ameryce Północnej zamieszkując w zależności od podgatunku:
- D. spectabilis spectabilis – południowo-zachodnie Stany Zjednoczone i północny Meksyk (strefa przejściowa między pustyniami Sonora i Chihuahua w południowo-wschodniej Arizonie i południowo-zachodnim Nowym Meksyku do północnej części pustyni Chihuahua w Chihuahua).
- D. spectabilis baileyi – południowo-zachodnie Stany Zjednoczone (Nowy Meksyk i zachodni Teksas); dawniej w północno-wschodniej Arizonie, ale obecnie została wytępiona.
- D. spectabilis cratodon – północny Meksyk (rozproszona populacja w południowej części pustyni Chihuahuan na Wyżynie Meksykańskiej w Zacatecas, zachodnie San Luis Potosi i Aguascalientes).
- D. spectabilis intermedius – północno-zachodni Meksyk (pustynia Sonora w środkowej części Sonory).
- D. spectabilis perblandus – południowo-zachodnie Stany Zjednoczone i północno-zachodni Meksyk (pustynia Sonora w południowo-środkowej Arizonie i północno-środkowej Sonorze).
- D. spectabilis zygomaticus – północny Meksyk (pustynia Chihuahua w południowo-środkowej części Chihuahua i ewentualnie północno-środkowe Durango).

## Taksonomia
Gatunek po raz pierwszy naukowo opisał w 1890 roku amerykański zoolog Clinton Hart Merriam na łamach czasopisma North American fauna i nadając mu nazwę Dipodomys spectabilis. Jako miejsce typowe odłowu holotypu Merriam wskazał Dos Cabezos, w hrabstwie Cochise, w Arizonie, w Stanach Zjednoczonych. Holotypem był samiec odłowiony 22 listopada 1889 roku przez Vernona Baileya.
D. spectabilis należy do grupy gatunkowej spectabilis wraz z D. nelsoni, z którym wcześniej uważany był za gatunek konspecyficzny. Autorzy Illustrated Checklist of the Mammals of the World rozpoznają sześć podgatunków.

### Etymologia
- Dipodomys: gr. δίποδος dipodos „dwunożny”, od δι- di- „podwójnie”, od δις dis „dwa razy”, od δυο duo „dwa”; πους pous, ποδος podos „stopa”; μυς mus, μυός muos „mysz”[13][14].
- spectabilis: łac. spectabilis „niezwykły, efektowny”, od spectare „obserwować”, od specere „patrzeć”[14].
- baileyi: Vernon Orlando Bailey (1864–1942), amerykański przyrodnik i etnograf[15].
- cratodon: gr. κρατος kratos „siła, moc”[16]; οδους odous, οδοντος odontos „ząb”[17].
- intermedius: łac. intermedius „pośredni, coś pomiędzy”[14].
- zygomaticus: łac. zygomaticus „jarzmowy”[18].

## Morfologia
Długość ciała (bez ogona) 130–141 mm, długość ogona 180–208 mm, długość ucha średnio 16 mm, długość tylnej stopy 40–46 mm; masa ciała 98–132 g (samice są nieco mniejsze i lżejsze od samców).